# ینیس و یمبریس

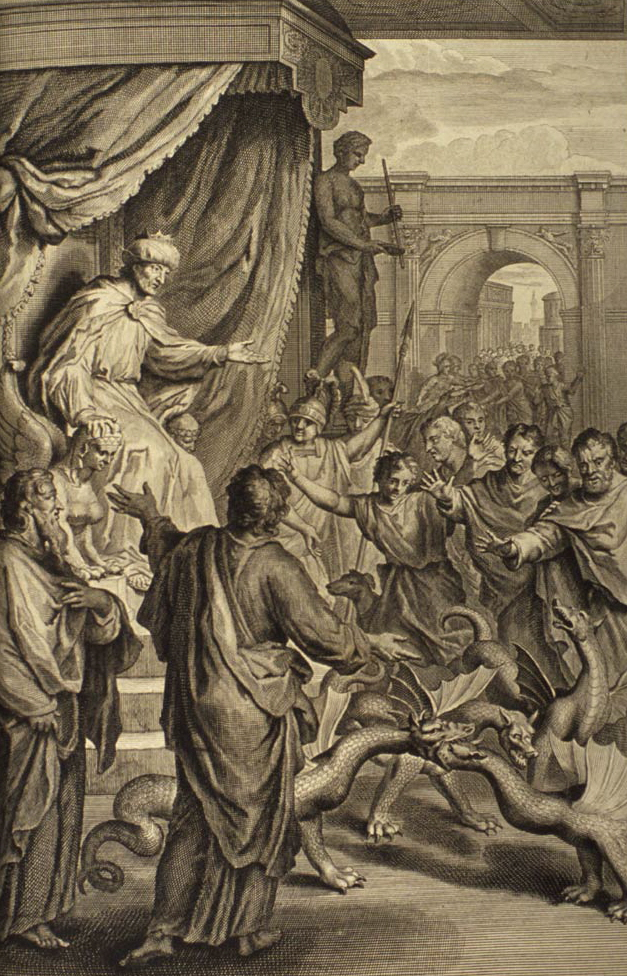
طرحی از موسی و هارون در برابر فرعون و ساحرانش.

در سنن یهودی و مسیحی، ینیس و یمبریس (انگلیسی: Jannes and Jambres) نامهایی است که بر ساحران فرعون (که در سفر خروج به آن‌ها اشاره شده) گذارده می‌شود. این نام‌ها در ادبیات کهن و قرون وسطی رایج بوده‌اند. در برخی ترجمه‌های زبان لاتین از عهد جدید نام ایشان یمنس و ممبریس (لاتین: Jamnes et Mambres) ذکر شده‌است.

## در عهد قدیم
آنگاه موسی و هارون نزد فرعون رفتند، و آنچه خداوند فرموده بود کردند؛ و موسی عصای خود را پیش روی فرعون و پیش روی ملازمانش انداخت، واژدها شد. فرعون نیز حکیمان و جادوگران را طلبید و ساحران مصر هم به افسونهای خودچنین کردند، هر یک عصای خود را انداختند و اژدها شد، ولی عصای موسی عصاهای ایشان را بلعید؛ و دل فرعون سخت شد و ایشان رانشنید، چنان‌که خداوند گفته بود.
- سفر خروج، کتاب ۷، آیات ۱۰–۱۲

## در قرآن
گفت ای موسی آمده‌ای تا با سحر خود ما را از سرزمینمان بیرون کنی. ما [هم] قطعاً برای تو سحری مثل آن خواهیم آورد پس میان ما و خودت موعدی بگذار که نه ما آن را خلاف کنیم و نه تو [آن هم] در جایی هموار.[موسی] گفت موعد شما روز جشن باشد که مردم پیش از ظهر گرد می‌آیند. پس فرعون رفت و [همه] نیرنگ خود را گرد آورد و بازآمد… [ساحران] گفتند ای موسی یا تو می‌افکنی یا [ما] نخستین کس باشیم که می‌اندازیم. گفت [نه] بلکه شما بیندازید پس ناگهان ریسمانها و چوبدستی‌هایشان بر اثر سحرشان در خیال او [چنین] می‌نمود که آنها به شتاب می‌خزند؛ و موسی در خود بیمی احساس کرد. گفتیم مترس که تو خود برتری. آنچه در دست راست داری بینداز تا هر چه را ساخته‌اند ببلعد در حقیقت آنچه سرهم‌بندی کرده‌اند افسون افسونگر است و افسونگر هر جا برود رستگار نمی‌شود. پس ساحران به سجده درافتادند گفتند به پروردگار موسی و هارون ایمان آوردیم. [فرعون] گفت آیا پیش از آنکه به شما اجازه دهم به او ایمان آوردید قطعاً او بزرگ شماست که به شما سحر آموخته‌است پس بی‌شک دستهای شما و پاهایتان را یکی از راست و یکی از چپ قطع می‌کنم و شما را بر تنه‌های درخت خرما به دار می‌آویزم تا خوب بدانید عذاب کدام یک از ما سخت‌تر و پایدارتر است. گفتند ما هرگز تو را بر معجزاتی که به سوی ما آمده و [بر] آن کس که ما را پدیدآورده است ترجیح نخواهیم داد پس هر حکمی می‌خواهی بکن که تنها در این زندگی دنیاست که [تو] حکم می‌رانی.
-  قرآن، سورهٔ طه، آیات ۵۷–۷۲